# 景華里
景華里為台灣台北市文山區轄下一里。

## 沿革
原屬景行里，1974年由景行里劃出定名為景美區景華里，1990年行政區域調整時，萬瑞里（景興國中後側-景興路42巷4.6.8弄及三福街74巷等）10個鄰併入本里，同時隨行政區域整併調整為文山區，仍沿用景華里迄今。 

## 里界
- 東至：以景興路2號-174號與興福里、景東里為界
- 西至：羅斯福路六段217號-323號、景文街1號-3號與景仁里、景慶里為鄰
- 南至：景中街1號-45號與景行里相接
- 北至：三福街2號-76號與萬有里毗鄰